# Alan Gelfand
Alan „Ollie“ Gelfand (* 1. Januar 1963) ist ein amerikanischer Skateboarder, Rennfahrer und Unternehmer, der als Erfinder des Ollie, des grundlegenden Skateboard-Tricks, gilt.

## Frühes Leben
Alan Gelfand wurde in New York City geboren. Gelfand zog 1972 mit seiner Familie nach Hollywood, Florida. Er begann 1974 mit dem Skateboarding, nachdem ihm sein Vater sein erstes Skateboard gekauft hatte.

## Skateboard-Karriere

### Erfindung des Ollie
Alan Gelfand, von der Thrasher Magazine als „Der Gründungsvater einer Generation“ bezeichnet, hat mit der Erfindung des Ollie das Skateboarding revolutioniert. Sein erster Auftritt dieses Tricks im Jahr 1976 bei Skateboard USA in Hollywood, Florida, war zufällig und resultierte aus den Mängeln in der Bauweise des Skateparks. Gelfand erklärte, dass die schlecht konstruierten Merkmale des Parks ihn unbeabsichtigt zu dieser revolutionären Entdeckung führten. „Es war völlig zufällig. Der Park war so schlecht gebaut, dass viele der Merkmale über die Vertikale hinausgingen und uneben waren. Es gab einen Teil der Strecke, bei dem man, wenn man ihn befuhr, in die Luft ging, und da er über die Vertikale hinausging, das Brett zurück zu den Beinen schwang. Man beugte die Knie und das Brett kam zurück zu einem. Es war wirklich alles Zufall,“ erinnerte sich Gelfand. Er begann, diese Technik auf verschiedene Elemente anzuwenden und verfeinerte seine Herangehensweise. Im Jahr 1979, während eines Besuchs im Winchester Skate Park in San Jose, Kalifornien, perfektionierte er den Ollie und machte ihn zu einem grundlegenden Trick im Skateboarding.
Diese unbeabsichtigte Innovation, die von Stacey Peralta als „Trick des Jahrhunderts“ bezeichnet wurde, veränderte das Skateboarding grundlegend und verwandelte es von einfachen Manövern in komplexe Luftdynamiken. Gelfand wurde im Oxford Dictionary of English, der Enzyklopädie Britannica und im Webster's Dictionary als Erfinder des Tricks anerkannt, nachdem er zuvor als unbekannt gelistet war.
Der Trick besteht darin, dass der Skater das hintere Ende des Boards nach unten drückt, während er springt, um das Board ohne Verwendung der Hände in die Luft zu heben.
Gelfands Technik wurde erstmals in einem detaillierten How-to-Artikel in der Januar-Ausgabe 1979 des SkateBoarder Magazine vorgestellt. Der Artikel mit dem Titel "Special Tips on Progressive Aerials" beschrieb seine Methode zur Durchführung des handlosen Ollie Air und lieferte eine Schritt-für-Schritt-Anleitung, die Generationen von Skatern beeinflusst hat.

### Berufliche Erfolge und Beiträge
Gelfands Skateboarding-Fähigkeiten gingen über die Erfindung des Ollie hinaus. Er nahm an verschiedenen bedeutenden Veranstaltungen in den 1970er und 1980er Jahren teil und zeigte sein Können in mehreren Ländern auf Touren als erstes Mitglied des legendären Bones-Brigade-Teams, das von Stacey Peralta zusammengestellt wurde. Die Bones Brigade war ein Elite-Team von Skateboardern, das von Powell-Peralta gesponsert wurde und andere legendäre Skateboarder wie Tony Hawk und Rodney Mullen umfasste. Dieses Team spielte eine entscheidende Rolle in der Entwicklung und Popularisierung des Skateboardings. Ihre kollektive Innovation und mediale Aufmerksamkeit spielten eine bedeutende Rolle bei der Transformation des Skateboardings von einer Nischensportart zu einem globalen Phänomen.
Gelfands Wettbewerbsgeist war offensichtlich, als er an zahlreichen Skateboard-Wettbewerben auf der ganzen Welt teilnahm und viele davon gewann. Sein Tour- und Wettbewerbskalender in den späten 1970er Jahren umfasste Veranstaltungen in Europa und Südamerika, bei denen er den Ollie und andere komplexe Manöver vorführte und so das Skateboarding als Sport weiter popularisierte.
Gelfand wurde 2013 in die Skateboarding Hall of Fame aufgenommen.

### Wettbewerbe und kulturelle Auswirkungen
Im Laufe seiner Karriere nahm Gelfand an zahlreichen bemerkenswerten Skateboard-Wettbewerben teil.
1970er Jahre
- 1976 South Florida Skateboard Championships, Hollywood, Florida: Ein früher Wettbewerb, der Gelfands aufstrebendes Talent zeigte.
- 1976 First Annual Central Florida Skateboard Championships, Skateboard City, Port Orange, Florida: Zeigte seine Fähigkeiten im Slalom und Freestyle-Skateboarding.
- 1977 Florida Pro, Kona Skatepark, Jacksonville, Florida: Gelfand trat gegen die besten regionalen Skateboarder an.
- 1978 First Annual Fun ’N Sun Skateboard Championships, Clearwater, Florida: Teilnahme am Cross-Country, Riesenslalom und Doppelslalom.
- 1978 Catalina Classic, Avalon, Santa Catalina, Kalifornien: Teilnahme an den Abfahrts- und Doppelslalom-Events.

1980er Jahre
- 1980 Big O Pro-Am, Big O, Orange, Kalifornien: Bekannt für den Gewinn der Kategorie 'Highest Air', bei der er seine Ollie-Fähigkeiten zeigte.
- 1980 Gold Cup Series, verschiedene Orte in Kalifornien: Teilnahme an einer Serie von Veranstaltungen, in denen er im Bowl und Freestyle-Skating hervorragte.

Spezielle Ausstellungen und Demonstrationen
- 1979 SkateBoarder Magazine Exhibition: Präsentiert in einer speziellen Demonstration, die seinen Status in der Skateboard-Community festigte.
- Bones Brigade Touren der 1980er Jahre: Als Schlüsselmitglied der Bones Brigade nahm Gelfand an nationalen und internationalen Touren teil und führte Demonstrationen durch, die das Skateboarding weltweit popularisierten.

Während seiner Touren hinterließen Gelfands Stil und technische Fähigkeiten einen unauslöschlichen Eindruck auf der internationalen Skateboarding-Szene. Er nahm an bedeutenden Veranstaltungen wie der Super Skate Show in Caracas, Venezuela, 1979 teil, die prominente Skater der damaligen Zeit präsentierte und ein wichtiger Ort für Gelfand war, um den Ollie einem breiteren Publikum zu demonstrieren. Rodney Mullen berichtete auf skateboarding.com, dass dieses Ereignis das erste Mal war, dass er und Gelfand den Pop Shove It-Trick ausführten.

## Rennkarriere
Nach seinem Rücktritt vom professionellen Skateboarding wandte sich Gelfand dem Rennsport zu, wobei er sich besonders auf Volkswagen konzentrierte. Seine Rennkarriere erstreckte sich von den späten 1980er bis zu den frühen 2000er Jahren, in denen er an verschiedenen Langstreckenrennen teilnahm und seine Fahrkünste unter Beweis stellte.

### Rennsport-Erfolge
Gelfand erzielte beachtliche Erfolge beim Langstreckenrennen Longest Day of Nelson für Serienfahrzeuge, das auf dem Nelson Ledges Road Course stattfand. Er sicherte sich in diesem Rennen vier Jahre in Folge, von 1990 bis 1993, den ersten Platz und bewies damit seine Fähigkeiten im Ausdauerrennen.

#### Grand-Am Cup Serie
Gelfand nahm 2001 an der Grand-Am Cup Street Stock Series teil und bestritt mehrere Rennen auf verschiedenen Rennstrecken:
- Daytona International Speedway: Dritte und achte Plätze in zwei verschiedenen Rennen.[25]
- Phoenix International Raceway: Fünfte und einundzwanzigste Plätze.[26]
- Homestead-Miami Speedway: Siebter Platz.[27]
- Watkins Glen International: Zehnter Platz.[28]

#### Weitere Wettbewerbe
Gelfand nahm auch an verschiedenen anderen Langstreckenrennen teil:
- 1993 IMSA Firestone Firehawk-Rennen: Vierzehnter Platz.[29]
- 3-Stunden-Firestone Firehawk Endurance Championship in Laguna Seca, 1993: Achtundzwanzigster Platz.[30]
- Daytona Motorola Cup 2001: Neunter Platz.[31]

| Jahr | Rennen                                                                                                   | Klassensieg | Team                     | Fahrzeugmodell     | Klasse  | Quelle                  |
| ---- | --- | ----------- | ------------------------ | ------------------ | ------- | ----------------------- |
| 1990 | Longest Day of Nelson 24 Hour Endurance Race für Serienfahrzeuge                                         | 1           | BSI Racing               | 1981 VW Rabbit     | 1 IT-B  | Racing History Project  |
| 1991 | Longest Day of Nelson 24 Hour Endurance Race für Serienfahrzeuge                                         | 1           | BSI Racing               | 1981 VW Rabbit     | 1 IT-B  | Racing History Project  |
| 1992 | Longest Day of Nelson 24 Hour Endurance Race für Serienfahrzeuge                                         | 1           | BSI Racing               | 1981 VW Rabbit     | 1 IT-B  | Racing History Project  |
| 1993 | Longest Day of Nelson 24 Hour Endurance Race für Serienfahrzeuge                                         | 1           | BSI Racing               | 1981 VW Rabbit     | 1 IT-B  | Racing History Project  |
| 2001 | Daytona International Speedway                                                                           | 3           | Speedsource              | Porsche Boxster    | ST      | The Third Turn          |
| 2001 | Phoenix International Raceway                                                                            | 5           | Speedsource              | Porsche Boxster    | ST      | The Third Turn          |
| 2001 | Homestead-Miami Speedway                                                                                 | 7           | Speedsource              | Porsche Boxster    | ST      | The Third Turn          |
| 1992 | Ace Auto Parts 250 Firestone Firehawk Endurance Championships, Sebring International Raceway-Sebring, FL | 8           | N/A                      | N/A                | N/A     |                         |
| 2001 | Daytona International Speedway                                                                           | 8           | Speedsource              | Porsche Boxster    | ST      | The Third Turn          |
| 2001 | Daytona Motorola Cup                                                                                     | 9           | N/A                      | N/A                | N/A     | Zoom Pics               |
| 2001 | Watkins Glen International                                                                               | 10          | Speedsource              | Porsche Boxster    | ST      | The Third Turn          |
| 1993 | IMSA Firestone Firehawk-Rennen                                                                           | 14          | Team Schlesinger-Gelfand | Volkswagen Corrado | N/A     | Ultimate Racing History |
| 2001 | Grand-Am Cup Street Stock Series am Phoenix International Raceway                                        | 21          | Speedsource              | Porsche Boxster    | ST      | Motorsport              |
| 1993 | 3-Stunden-Firestone Firehawk Endurance Championship für Grand Sports, Sports und Touring                 | 28          | Rally's Hamburgers       | Volkswagen Corrado | Touring | Prog Covers             |

## Entwicklung in der Automobilindustrie
Gelfand arbeitete häufig als Mechaniker an den Autos, die er fuhr, sowie an denen seiner Teamkollegen. Nach seiner Rennkarriere setzte er sein Engagement in der Automobilbranche fort, indem er das German Car Depot in Hollywood, Florida, gründete. Das Unternehmen ist auf die Reparatur und Wartung deutscher Automobile spezialisiert und spiegelt seine Verbindung zur Automobiltechnik und Mechanik wider.

### Automobilunternehmen – German Car Depot
Gelfand eröffnete das German Car Depot, eine auf deutsche Automobile spezialisierte Autowerkstatt in Hollywood, Florida. Die Werkstatt, die nach einem Markenstreit von VW Depot umbenannt wurde, verfügt nun über acht Hebebühnen und bedient monatlich Hunderte von Autos, was zu einem Umsatz in Millionenhöhe führt.

## Eintrag in das Wörterbuch
Der Name von Alan „Ollie“ Gelfand und sein Beitrag zum Skateboarding wurden verewigt, als der Begriff „Ollie“ in das Oxford English Dictionary aufgenommen wurde. Diese Aufnahme erkennt nicht nur seine Erfindung an, sondern verankert auch sein Erbe in der englischen Sprache, sowohl als Substantiv als auch als intransitives Verb. Diese Anerkennung unterstreicht die weitreichende Wirkung seiner Innovation auf das Skateboarding und die Populärkultur und zeigt, wie ein technischer Begriff aus dem Sport Teil des alltäglichen Sprachgebrauchs werden kann. Das Canadian Oxford Dictionary listet die Herkunft des Wortes immer noch als unbekannt, obwohl alle anderen Ausgaben Gelfand als Urheber nennen.

### Rechtsstreitigkeiten und Markenprobleme
Gelfand war auch in Rechtsstreitigkeiten verwickelt, um sein geistiges Eigentum im Zusammenhang mit dem Ollie zu schützen. Er führte Klagen gegen große Unternehmen, darunter Disney und Sega, wegen der Verwendung des Begriffs „Ollie“ ohne Genehmigung und behauptete eine Verletzung seiner Markenrechte.

## Filmografie
Gelfands bedeutende Beiträge zum Skateboarding wurden auch in mehreren Dokumentarfilmen anerkannt, die die kulturellen und historischen Aspekte des Sports beleuchten. Seine Teilnahme an diesen Filmen trägt dazu bei, das Erbe der Entwicklung des Skateboardings und seine zentrale Rolle darin zu bewahren.

### Skateboard Madness(1980)
Gelfand trat als Skateboarder in Skateboard Madness auf, einem Dokumentarfilm, der die dynamische Skateboarding-Szene der späten 1970er Jahre einfängt. Der Film bietet einen Einblick in die Dynamik der Skateboarding-Kultur während einer Phase des signifikanten Wachstums.

### Bones Brigade: An Autobiography(2012)
In Bones Brigade: An Autobiography, einem Film von Stacy Peralta, tritt Gelfand als er selbst auf. Der Dokumentarfilm konzentriert sich auf die Geschichte der Bones Brigade, eines legendären Skateboarding-Teams, das in den 1980er Jahren erheblichen Einfluss auf den Sport hatte. Gelfands persönliche Erzählungen tragen zur Schilderung des Pioniercharakters des Teams und seiner Auswirkungen auf das Skateboarding bei.

### Dogtown and Z-Boys(2001)
Gelfand ist ebenfalls in Dogtown and Z-Boys zu sehen, einem weiteren Dokumentarfilm von Stacy Peralta. Ursprünglich in den 1970er Jahren gefilmt, aber erst 2001 offiziell veröffentlicht, untersucht dieser Film die Skate- und Surfkultur der 1970er Jahre in Venice, Kalifornien und hebt die Innovationen des Zephyr Skateboard-Teams (Z-Boys) hervor. Gelfands Teilnahme an diesem Dokumentarfilm unterstreicht die revolutionären Veränderungen im Skateboarding während dieser Ära, einschließlich der erstmaligen Videoaufzeichnung seines Ollie-Tricks.